# Vilapakkam
Vilapakkam è una suddivisione dell'India, classificata come town panchayat, di 8.053 abitanti, situata nel distretto di Vellore, nello stato federato del Tamil Nadu. In base al numero di abitanti la città rientra nella classe V (da 5.000 a 9.999 persone).

## Geografia fisica
La città è situata a 12° 51' 43 N e 79° 17' 32 E.

## Società

### Evoluzione demografica
Al censimento del 2001 la popolazione di Vilapakkam assommava a 8.053 persone, delle quali 4.034 maschi e 4.019 femmine. I bambini di età inferiore o uguale ai sei anni assommavano a 887, dei quali 447 maschi e 440 femmine. Infine, coloro che erano in grado di saper almeno leggere e scrivere erano 5.441, dei quali 3.118 maschi e 2.323 femmine.